# Мілтон Фрідман
Мі́лтон Фрі́дман (англ. Milton Friedman; 31 липня 1912, Нью-Йорк — 16 листопада 2006, Сан-Франциско) — американський економіст, який у 1976 році став лавреатом премії з економічних наук на честь Альфреда Нобеля за досягнення в дослідженні споживчого аналізу, розробці грошово-кредитної теорії та демонстрації складності стабілізаційної політики. Разом з Джорджом Стіглером та іншими, Фрідман був серед інтелектуальних лідерів Чиказької школи економіки, неокласичної школи економічної думки, пов'язаної з роботою факультету Чиказького університету, котра відкинула Кейнсіанство на користь монетаризму до середини 1970-х, коли та трансформувалась у нову класичну макроекономіку, що базується на концепції раціональних очікувань. Кілька студентів та молодих професорів, котрих завербував та наставляв Фрідман у Чиказькому університеті, серед яких були Гері Беккер, Роберт Фогель та Роберт Емерсон Лукас пізніше стали провідними економістами.
Фрідман уперше кинув виклик Кейнсіанству, яке він пізніше назвав «наївною» теорією у власній реінтерпретації функції споживання, представленою ним у 1950-х роких. У 1960-ті, він став головним противником кейнсіанської урядової політики і описував свій підхід (разом із основними напрямами економіки), як використання «мови та апарату кейнезіанства», однак заперечував його «початкові» висновки. Фрідман припускав існування «природнього» рівня безробіття і стверджував, що безробіття нижче цього рівня призведе до прискорення інфляції. Він стверджував, що крива Філліпса у довгостроковій перспективі була вертикальною і знаходилась на «природньому» рівні, а також передбачив явище, яке пізніше стало відомим як стагфляція. Фрідман пропагував альтернативну макроекономічну точку зору, відому як «монетаризм» і стверджував, що стабільне, стійке розширення грошової маси є кращою політикою. Його ідеї щодо монетарної політики, оподаткування, приватизації та дерегуляції вплинули на політику уряду США, особливо протягом 1980-х років. Його грошова теорія вплинула на реакцію Федеральної резервної системи на світову фінансову кризу 2007—2008 років.
Фрідман був радником республіканського президента Рональда Рейгана та консервативного прем'єр-міністра Маргарет Тетчер. Його політична філософія звеличувала чесноти економічної системи вільного ринку з мінімальним втручанням з боку держави. Одного разу він заявив, що його роль у скасуванні призову в США є досягненням, яким він пишається найбільше. У своїй книзі 1962 року «Капіталізм і свобода» Фрідман висловлювався на підтримку непризовних збройних сил, вільно плаваючого курсу валют, скасування медичних ліцензій, від'ємного податку на доходи фізичних осіб та шкільних ваучерів, а також виступав проти війни з наркоманією. Підтримка права вільного вибору школи привела його до створення Фонду EdChoice. Фрідман був президентом Американської економічної спілки з 1967 року.
Серед робіт Фрідмана монографії, книжки, наукові статті, журнальні колонки, телевізійні програми та лекції, а також охоплення широкого спектру економічних тем та питань державної політики. Його книжки та есеї мали глобальний вплив, у тому числі й у колишніх комуністичних країнах. Опитування проведене серед економістів визнало Фрідмана другим найпопулярнішим економістом XX століття, який поступився першим місцем Джону Мейнарду Кейнсу, а журнал «The Economist» описав його, як «найвпливовішого економіста другої половини XX століття … можливо усього століття».
Фрідман помер 16 листопада 2006 року від серцевого нападу. Його вдова Роуз теж відомий економіст, донька Джот — юрист, син Девід — професор економіки Чиказького університету.

## Дитинство і юність
Мілтон народився 31 липня 1912 року в Брукліні, Нью-Йорк. Був четвертою дитиною і єдиним сином у бідній родині єврейських емігрантів зі Східної Європи, Джено Саула та Сари Етель Фрідман, вихідців з містечка Береґсас, Угорщина (нині — містечко Берегове в Закарпатській області, Україна). Через рік після народження Мілтона родина переїхала в невелике місто Ровей за 20 миль від Нью-Йорка (штат Нью-Джерсі). У ранньому підлітковому віці Мілтон отримав травму в автомобільній катастрофі, яка шрамила його верхню губу. Коли Мілтону виповнилося 15 років, і він учився в останньому класі середньої школи, батько помер, і клопіт забезпечувати родину ліг на плечі матері та старших сестер.

### Освіта

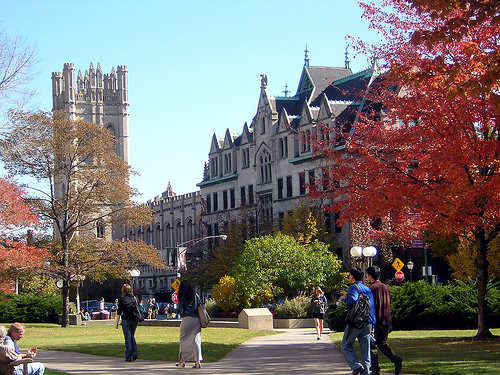
Територія Чиказького університету

Будучи талановитим студентом, Мілтон закінчив Rahway High School у 1928 році, якраз перед своїм 16-м днем народження. Йому було присуджено конкурсну стипендію в Ратґерському університеті (тоді приватний університет, що отримував обмежену підтримку від штату Нью-Джерсі, наприклад, для таких стипендій). У 1932 році Мілтон закінчив Ратґерський університет, де спеціалізувався на математиці та економіці й спочатку мав намір стати актуарієм. За час свого перебування в університеті Мілтон зазнав впливу двох професорів економіки, Артура Ф. Бернса та Гомера Джонса, які переконали його в тому, що сучасна економіка може допомогти подолати Велику депресію.
За рекомендацією Джонса, Фрідману було запропоновано стипендію від економічного факультету Чиказького університету. Одночасно йому пропонували стипендію з прикладної математики від Браунського університету. Після серйозних вагань Фрідман обрав Чиказький університет і з цього часу цілком присвятив себе заняттям в області економічної теорії.

### Трудова діяльність
Улітку 1935 року Фрідман взяв участь у масштабному проєкті емпіричного дослідження споживчого бюджету, проведеного Національним комітетом із природних ресурсів у Вашингтоні (округ Колумбія). Наприкінці 1937 року він перейшов на роботу до Національного бюро економічних досліджень (NBER) у Нью-Йорку, де під керівництвом іншого майбутнього Нобелівського лавреата, Саймона Кузнеця, зайнявся дослідженням структури доходів від приватної практики. Результати цієї роботи втілилися в їхній спільній праці «Доходи від незалежної приватної практики» («Income from Independent Professional Practice», 1940). Він ліг в основу дисертації, за якої Фрідман у 1946 році було визнано гідним ступеня доктори економіки в Колумбійському університеті. Публікацію цієї роботи на 5 років затримали суперечки, що викликав висновок авторів про те, що професія медика має монопольний характер і це дозволяє піднімати доходи лікарів вище за середній рівень, встановлюваного конкуренцією. Тут таки утримувалися перші висновки Фрідмана з теорії «людського капіталу» й теорії розподілу доходу. Фрідман уперше ввів розрізнення між постійним і тимчасовим доходом, що складає один з важливих компонентів його теорії споживання.
З 1941 по 1943 роки Фрідман працював економістом у Міністерстві фінансів, беручи участь у розробці податкової політики на час війни, а з 1943 по 1945 рік брав участь у роботі дослідницької групи з математичної статистики в Колумбійському університеті, що на замовлення міністерства оборони США збирала статистичні дані по широкому колу проєктів. Заняття Фрідмана в роки Другої світової війни багато важили для його наукової праці й деякою мірою сприяли формуванню його поглядів на природу і задачі наукового дослідження. Вони дали йому змогу на досить високому рівні брати участь у виробленні економічної політики уряду, що істотно допомогло йому надалі.
У 1945—1946 роках Фрідман викладав у Мінесотському університеті. У тому ж 1946 році він повертається до Чиказького університету на посаду асистент-професора економіки. У 1962 році він став професором економіки Чиказького університету, в якому працював до свого офіційного відходу у відставку 1977 року.
У 1947 році Фрідман брав участь у зустрічі, організованій Фрідріхом фон Гаєком в містечку Мон-Пелерин (Швейцарія), на якій зібралися представники ліберальної школи політичної економії, журналісти та політики з усього світу. Створене на цій зустрічі товариство «Мон-Пелерин» мало на меті поширення основних принципів вільного ринку і вільних інститутів. Фрідман був президентом цього товариство в 1970—1972 роках
1950 року Фрідман перебував у Парижі як консультант уряду Сполучених Штатів у справі реалізації Плану Маршалла, яким передбачалося відновлення зруйнованою війною економіки країн Західної Європи. Він одним із перших економістів виступив активним прихильником запровадження системи гнучких валютних курсів («курсів, які плавають»). У нарисі «Доводи на користь гнучких валютних курсів» («The Case for Flexible Exchange Rates») Фрідман пророкував, що на введені Бретон-Вудською угодою в 1944 році задля забезпечення стійкості міжнародних валютних відносин фіксовані валютні курси в кінцевому рахунку чекає провал. Це передбачення Фрідмана, як і його пророкування неминучості ліквідації системи золотого стандарту, фактично здійснилося в 70-ті роки.

## Кар'єра і досягнення
Мілтон Фрідман є провідним представником Чиказької школи. Його ім'я асоціюється головним чином з монетаристською доктриною, що принесла йому значну популярність і вплинула на перегляд у 70—80-ті рр. монетарної політики, що проводиться центральними банками, головним чином у Сполучених Штатах. Досягнення Фрідмана в області теорії грошей так чи інакше зв'язані з аналізом теорії Дж. М. Кейнса і його послідовників, що виходили з положення про несуттєвий вплив грошей на загальні витрати, споживання і ціни і переконаності в нездатності ринкової економіки автоматично домогтися належній зайнятості і стабільності цін. Критику цих положень Фрідман виклав у статті «Відносна стабільність швидкості обігу грошей і мультиплікатор інвестицій у Сполучених Штатах, 1897—1958 р.» («The Relative Stability of Money Velocity and the Investment Multiplier in the United States, 1897—1958»), яка написана в співавторстві з Д. Мейселменом. У ній показано, що номінальні споживчі витрати визначаються скоріше грошовою масою, ніж окремими статтями державного бюджету. Виходячи з визначальної ролі грошей стосовно цін і доходів, Фрідман доводив, що зміни інтенсивності зростання номінальних доходів переважно обумовлені змінами в росту грошової маси. Стаття Фрідмана і Д. Мейселмена поклала початок полеміці з кейнсіанцями з питань монетарно-фіскальної політики, що розгорнулася в 60—70-ті рр. і результатом якої став визначений перегляд монетарної політики США.
У 1951 році нагороджений медаллю Джона Бейтса Кларка.
У 1971 році отримав премію імені Джона Комонса.

## Професійна позиція
На відміну від кейнсіанської доктрини, ключовим пунктом кількісної теорії грошей Фрідмана є положення, що попит на гроші (хоча і не обов'язково стабільний у номінальному вирахуванні) є стабільною функцією незначного числа змінних. Проведений ним аналіз історії розвитку грошової системи США через призму співвідношення між зміною грошової маси і цінами, а також змін у номінальному доході дозволив сформулювати чотири теоретичних постулати, що зводяться до такого:
1. Щоб домогтися стабільності цін, важливий неінфляційний ріст кількості грошей.
2. Економічний ріст досяжний як при зростаючих, так і при падаючих цінах за умови, що їхній ріст помірний та передбачуваний.
3. Відносини між змінами в кількості грошей і змінами перемінних величин, що впливають на них, залишаються незмінними, незважаючи на розходження в наслідках, що викликав ріст кількості грошей.
4. Головний канал впливу проходить через зміни в грошах до змін у доході, а не навпаки. Зміни росту грошової маси визначають зміни інтенсивності зростання номінальних доходів.

В області міжнародних відносин Фрідман виступає проти економічної допомоги США іншим країнам, вважаючи, що подібна допомога веде до посилення позицій уряду в порівнянні з приватним бізнесом і встановленню централізованого контролю з боку уряду над економікою, що скоріше заважає, ніж сприяє економічному розвиткові.

## Публікації

### Книги та статті для широкої аудиторії
- «Дах чи стеля?», разом з Джорджем Стіглером (1946 р.)
- «Капіталізм і свобода», (1962 р.)
- «Соціальна Безпека: Загальна чи Вибіркова?», разом із Вілбуром Коеном (1972 р.)
- «Свобода вибору: власний підхід», разом із Роуз Фрідман, (1980 р.)
- Фрідман, Мілтон Капіталізм і свобода / пер. з англ. Неля Рогачевська. — К.: Наш Формат, 2017. — 216 с. — ISBN 978-617-7279-77-7

### Наукові видання
- «Методологія позитивної економіки» (1953)(The Methodology of Positive Economics)
- «Гроші: кількісна теорія» (1968) («Money: the Quantity Theory»)
- «Professor Pigou's Method for Measuring Elasticities of Demand From Budgetary Data» The Quarterly Journal of Economics Vol. 50, No. 1 (Nov., 1935), pp. 151–163.

## Цікавинка
В місті Ужгород встановлено мініскульптуру «Мілтон Фрідман», на честь вченого, батьки якого з Берегового (Закарпаття).